# トリガー (SS-564)
|          |                                                   |
| 艦歴     |                                                   |
| 発注     |                                                   |
| 起工     | 1949年2月24日                                     |
| 進水     | 1951年6月14日                                     |
| 就役     | 1952年3月31日                                     |
| 退役     | 1973年7月2日                                      |
| その後   | イタリアに売却                                    |
| 除籍     | 1973年7月2日                                      |
| 性能諸元 |                                                   |
| 排水量   | 水上 1,615トン、水中 1,990トン                    |
| 全長     | 269 ft (82 m)                                     |
| 全幅     | 27 ft (8 m)                                       |
| 吃水     | 17 ft (5 m)                                       |
| 機関     |                                                   |
| 最大速   | 水上15.5ノット (29 km/h) 水中18.3ノット (34 km/h) |
| 乗員     | 士官、兵員88名                                    |
| 兵装     | 21インチ魚雷発射管8門                             |

トリガー (USS Trigger, SS-564) は、アメリカ海軍の潜水艦。タング級潜水艦の1隻。艦名はモンガラカワハギ科の魚の総称、トリガーフィッシュに因む。その名を持つ艦としてはガトー級潜水艦26番艦(SS-237)以来2隻目。

## 艦歴
トリガーは1949年2月24日にコネチカット州グロトンのエレクトリック・ボート社で起工した。1951年6月14日にロイ・S・ベンソン夫人によって命名、進水し、1952年3月31日に艦長エドワード・L・ビーチ中佐の指揮下就役する。
ブラジルのリオデジャネイロ沖での整調訓練後、トリガーは母港のコネチカット州ニューロンドンに帰還し、その年の残りは沿岸での活動に従事した。2月にカリブ海を巡航し、3月28日にニューロンドンに帰還、1957年8月16日まで東海岸での作戦活動を継続した。その後、トリガーは原子力潜水艦ノーチラス (USS Nautilus, SSN-571) と合流し、北極海へ向かった。グリーンランド海北方の海氷下で10日間を過ごし、その後も何回かの海氷下の巡航を行った。9月16日から10月1日までトリガーはNATO軍の演習「ストライクバック作戦」に参加した。その後イギリスのポートランドおよびフランスのルアーブルを訪問し、ニューロンドンに帰還すると通常の作戦任務を再開した。
1958年1月14日、トリガーはメイン州キタリーのポーツマス海軍造船所に入渠し、広範囲な改修が行われた。4基の高速ではあるがトラブルの多かったエンジンは、3基の中速かつ信頼できるエンジンに換装された。船体は二つに切断され、より大きく整備しやすいエンジンを収めるため9フィート延長された。トリガーは8月15日にニューロンドン沖で回復訓練を行った。1959年2月2日にニューロンドンを出航し、北大西洋での拡張作戦活動を開始した。トリガーはスコットランドのファスレーンを訪問し、4月後半に母港へ帰還した。
8月1日、トリガーは新たな母港のサウスカロライナ州チャールストンで第4潜水戦隊に加わる。9月後半から10月前半にかけてNATOの演習「Fishplay」に参加した。トリガーはその後10年にわたってチャールストンを拠点として作戦活動に従事し、1962年4月10日から8月6日、1966年7月7日から10月29日、1969年10月7日から1970年2月2日までの期間、地中海に展開した。1964年1月6日から8月6日まで、SUBSAFE プログラムに従った改修が行われた。また、1968年1月3日から1969年6月6日まで、新型の PUFFS パッシブソナー・システムを収納するための船体延長が行われた。
1970年8月10日、トリガーは太平洋艦隊に合流するためチャールストンを出航して西海岸に向かった。途中モンテゴ・ベイ、ロッドマンおよびアカプルコを訪問し、9月6日に新たな母港のカリフォルニア州サンディエゴに到着、第3潜水戦隊に加わった。11月18日にワシントン州バンゴールに向けて出航、Mk48 魚雷の試験で1ヶ月間を過ごした。1971年3月3日から6月7日まで、再びバンゴールでのMk48魚雷の選択試験活動に参加した。1971年7月から1972年4月までハンターズ・ポイント海軍造船所でオーバーホールが行われた後、ナヌース湾の音響試験海域への巡航を行い、5月25日にサンディエゴへ帰還した。
10月17日、トリガーは最初の西太平洋配備に就いた。10月31日にクリスマス島を訪問し、11月10日にニュージーランドのオークランドに到着した。トリガーは第7艦隊に合流し、アメリカ、ニュージーランド、カナダ、オーストラリア各国海軍の共同演習「Longex 7」に参加した。12月1日にオークランドを出航し、12月18日にスービック湾に到着する。1972年12月29日から1973年1月25日まで、トリガーは特別任務に従事した。2月3日にフィリピンを出航、香港を訪問した後台湾沖でのアメリカ、カナダ両国海軍による合同演習に参加した。2月20日に横須賀に向けて出航、日本での修理作業の後3月16日に帰国の途に就いた。
トリガーは4月5日にカリフォルニア州サンディエゴに到着した。6月25日にイタリア海軍兵士の訓練を開始する。トリガーは1973年7月2日に退役、同日除籍され、7月10日にイタリア海軍へ移管された。

### イタリア海軍で
イタリア海軍ではリビオ・ピオマルタ (Livio Piomarta, S-515) の艦名で就役し、1986年2月28日に退役した。